# Crotalaria horrida
Crotalaria horrida är en ärtväxtart som beskrevs av Roger Marcus Polhill. Crotalaria horrida ingår i släktet sunnhampor, och familjen ärtväxter. Inga underarter finns listade i Catalogue of Life.